# 扁鞘早熟禾
扁鞘早熟禾（学名：Poa chaixii）为禾本科早熟禾属下的一个种。